# IC 3674
IC 3674 је двојна звијезда у сазвјежђу Береникина коса која се налази на листи објеката дубоког неба у Индекс каталогу.
Деклинација објекта је + 22° 30' 39" а ректасцензија 12h 42m 5,4s.